# Додж, Бернард Огилви
Бе́рнард Оги́лви Додж (англ. Bernard Ogilvie Dodge; 1872—1960) — американский миколог и фитопатолог.

## Биография
Бернард Огилви Додж родился 18 апреля 1872 года на ферме близ города Мостон в центральной части Висконсина одним из семерых детей в семье плотника и школьного учителя Элдриджа Джерри Доджа и Мэри Энн Норс. С детства работал на отцовской ферме, окончил школу только в 1892 году, после чего некоторое время преподавал. В 1896 году Бернард поступил в Висконсинский университет, однако из-за недостатка средств покинул его и продолжил работать учителем. Последующие несколько лет он то преподавал, то учился в университете, окончив его со степенью бакалавра философии в 1909 году.
В 1906 году Бернард Огилви Додж женился на Дженни Перри, с которой прожил более 50 лет. Детей у них не было.
В Висконсинском университете Додж находился под влиянием профессора Роберта Харпера, в 1911 году переведённого в Колумбийский университет, где Бернард и решил продолжить своё обучение. В 1909 году Додж  женой переехали в Нью-Йорк, в 1912 году он получил степень доктора философии. До 1920 года он работал в Колумбийском университете инструктором по ботанике, последующие восемь лет работал фитопатологом в Министерстве сельского хозяйства (USDA).
С 1928 по 1947 Бернард Додж работал фитопатологом в Нью-Йоркском ботаническом саду. Впоследствии он стал почётным фитопатологом и консультантом по микологии, ушёл с должности консультанта через 10 лет.
9 августа 1960 года Бернард Огилви Додж скончался.

## Некоторые научные работы
- Dodge, B.O. Diseases and pests of ornamental plants. — New York, 1948. — 638 p.

## Некоторые виды, названные в честь Б. О. Доджа
- Neurospora dodgei A.C.Nelson & R.O.Novak, 1964
- Papulaspora dodgei Conners, 1942 [= Papulaspora sepedonioides Preuss, 1851]
- Penicillium dodgei Pitt, 1980
- Poria dodgei Murrill, 1921 [= Junghuhnia collabens (Fr.) Ryvarden, 1972]